# Ślazówka letnia

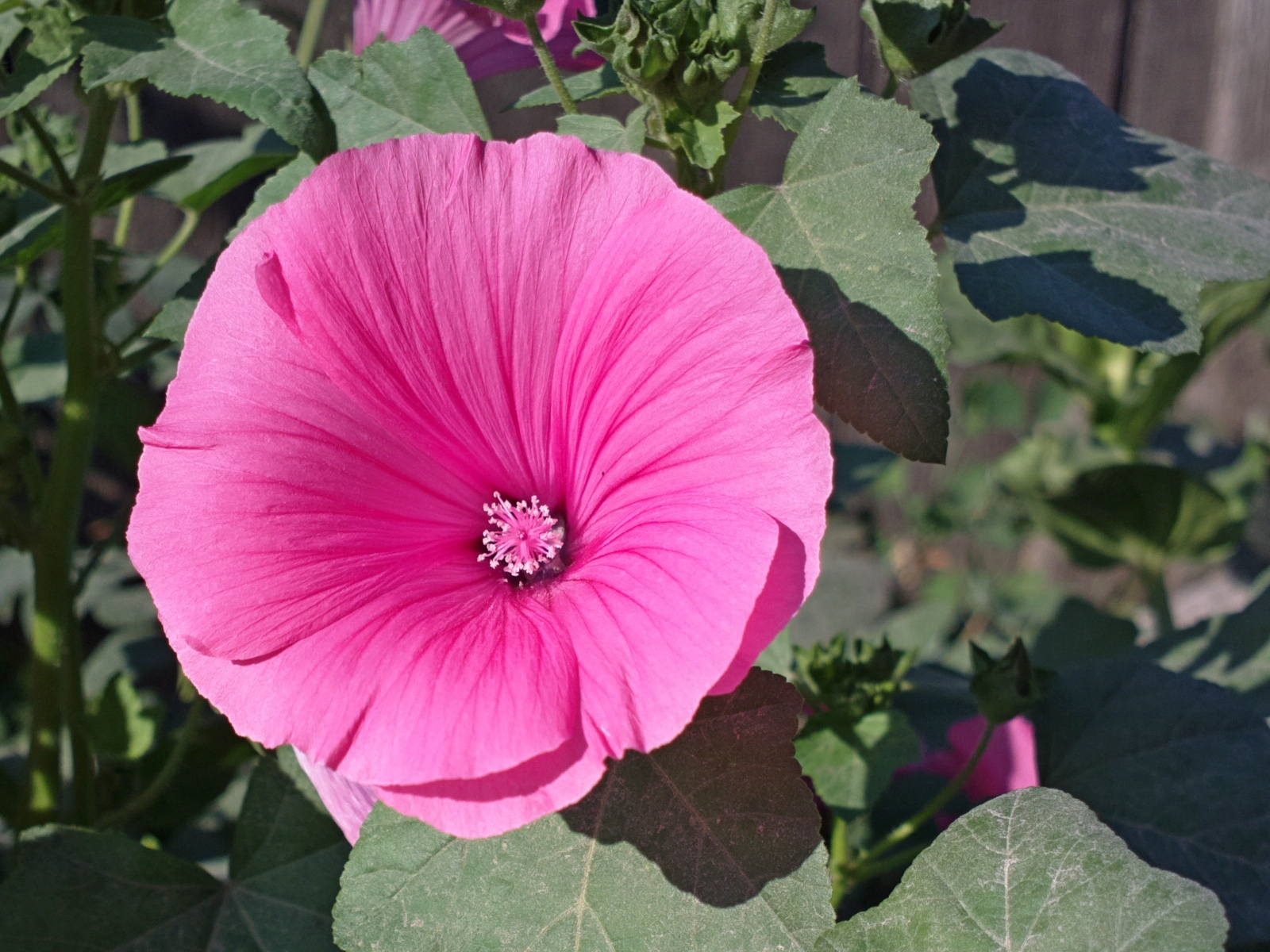
Kwiat

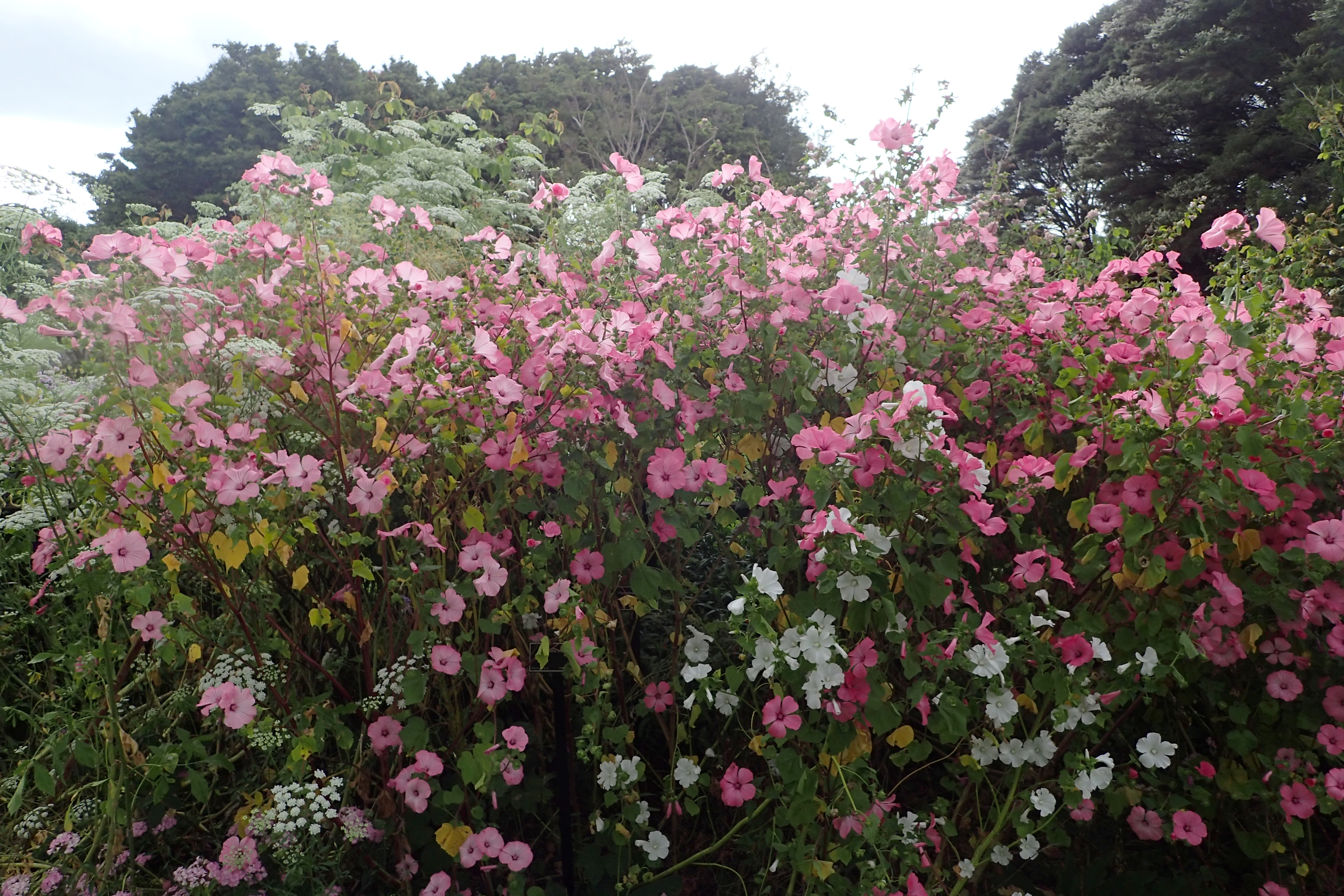
Kępa ślazówki letniej

Ślazówka letnia, ślazówka trzymiesięczna (Lavatera trimestris L.) – gatunek rośliny należący do rodziny ślazowatych. Pochodzi z obszaru śródziemnomorskiego, gdzie rośnie na obszarach od Afryki północno-zachodniej i Portugalii po Grecję (bez Krety). Występuje na ubogich, piaszczystych siedliskach wzdłuż brzegów morskich, poza tym na ugorach, przydrożach, głównie jako uciekinier z ogrodów. Rozpowszechniony jest w uprawie jako roślina ozdobna, przy czym na różnych obszarach przejściowo dziczeje, także w Polsce, poza tym w zachodniej i wschodniej części Stanów Zjednoczonych. Jest gatunkiem typowym rodzaju Lavatera.

## Morfologia
PokrójRoślina wzniesiona, o rozgałęzionym pędzie osiągającym do 120 cm wysokości. Dość gęsto jest pokryta włoskami dwudzielnymi, w górnej części pędu z domieszką włosków gwiazdkowatych. Z wiekiem rośliny nieco łysieją. Łodyga w dole jest czerwono nabiegła.
LiścieUlistnienie skrętoległe. Najniższe, odziomkowe liście są sercowate lub nerkowate na ogonkach długości do 15 cm. Wyższe liście na ogonkach coraz to krótszych. Blaszka liściowa także zmniejsza się wraz ze wzrostem rośliny. Liście łodygowe mają 3 lub 5 szeroko trójkątnych klap, brzeg blaszki jest karbowany lub ząbkowany. Blaszka liściowa i ogonki okryte są włoskami. U nasady liści wyrastają wąsko trójkątne przylistki długości 2–6 mm.
KwiatyW dolnej części łodygi wyrastają pojedynczo w kątach liści na długich szypułkach (do 7 cm). Wyższe rozwijają się na coraz to krótszych szypułkach i przez to ścieśnione. Pod kwiatami obecne są kieliszki złożone z trzech półokrągłych listków, na końcach nagle zaostrzonych i odgiętych. Zarówno kieliszek, jak i kielich okryte są włoskami gwiaździstymi i szczeciniastymi. Kielich dzwonkowaty, z działkami do połowy zrośniętymi. Korona kwiatu osiąga średnicę 3–7 cm i jest różowoczerwona lub biaława, z ciemniejszymi, różowymi wiązkami przewodzącymi. Płatki są płytko wycięte i łagodnie zwężają się do nasady, gdzie występują brodawki. Pręciki z nitkami zrosłymi w nagą rurkę. Słupek z silnie rozgałęzionym znamieniem.
OwoceRozłupnie składające się z 10–12 rozłupek, o ściankach na grzbietach silnie pomarszczonych poprzecznie. Zamknięte są w trwałym kielichu.
Gatunki podobneŚlazówka turyngska osiąga do 2 m, ma kwiaty o płatkach głęboko wyciętych. Okazała malwa różowa, zwana popularnie malwą ogrodową, osiąga 3 m wysokości, ma kwiaty większe do 10 cm średnicy, wyrastające po 1–4 w kątach liści i 6-krotny kieliszek.

## Biologia i ekologia
Roślina jednoroczna, rzadko dwuletnia. W Europie Środkowej kwitnie od czerwca do października. W zasięgu naturalnym (w basenie Morza Śródziemnego) kwitnie od kwietnia do czerwca. Zapylana jest przez owady.

## Zastosowanie i uprawa
Gatunek uprawiany jest jako roślina ozdobna. Walorem są efektowne kwiaty, które choć krótkotrwałe rozwijają się sukcesywnie przez całe lato do jesieni. Wyhodowano odmiany o różnej barwie kwiatów, w tym czysto białej. Nadaje się na kwiat cięty – pędy długo zachowują żywotność umieszczone w wodzie. Roślina dostarcza też pożytków pszczelich. 
Rośnie dobrze na różnych glebach, ale najlepiej na dobrze przepuszczalnych i średnio żyznych lub ubogich. Na bardzo żyznych stanowiskach rośliny silniej rosną, są gęsto ulistnione, ale słabiej kwitną. Wymaga miejsc nasłonecznionych. Dobrze rośnie także nad morzem.
Rozmnaża się ją przez wysiew nasion wiosną na miejscu docelowym. Nasiona wysiewać można w okresie od marca do maja, przy czym wcześniejsze wysianie skutkuje wcześniejszymi wschodami i kwitnieniem. Po następującym w ciągu kilku tygodni kiełkowaniu należy przerwać rośliny tak, by siewki rosły pojedynczo. Na początku lata rośliny osiągają 30–60 cm wysokości.
Roślina rośnie dobrze w miejscach ubogich, na piaskach i nie wymaga nawożenia. W okresach suchych należy ją jednak podlewać. Rzadko rośliny bywają porażane przez choroby grzybowe – w takim wypadku nie należy w kolejnych sezonach uprawiać roślin w tych samych miejscach. 